# أل غامبل
أل غامبل (بالإنجليزية: Al Gamble)‏ هو موسيقي أمريكي، ولد في 11 مارس 1969 في كولومبوس في الولايات المتحدة.

## وصلات خارجية
- أل غامبل على موقع ميوزك برينز (الإنجليزية)